# Robert Iler
Robert Iler est un acteur américain d'origine irlandaise né le 2 mars 1985 à New York (États-Unis). Il est principalement connu pour avoir incarné le rôle de Anthony Soprano, Jr. dans la série Les Soprano.
Il est aujourd'hui joueur de poker professionnel.

## Filmographie

### Cinéma

#### Longs métrages
- 1998 : The Tic Code de Gary Winick : Denny
- 2002 : Séduction en mode mineur (Tadpole) de Gary Winick : Charlie
- 2003 : Daredevil de Mark Steven Johnson : Un agresseur

### Télévision

#### Séries télévisées
- 1999 - 2007 : Les Soprano (The Sopranos) : Anthony Soprano, Jr.
- 2004 : New York, unité spéciale (Law & Order: Special Victims Unit) : Troy Linsky
- 2004 : Dead Zone : Derek Rankin
- 2009 : New York, police judiciaire (Law and Order) : Chad Klein